# Izmajlovskij park

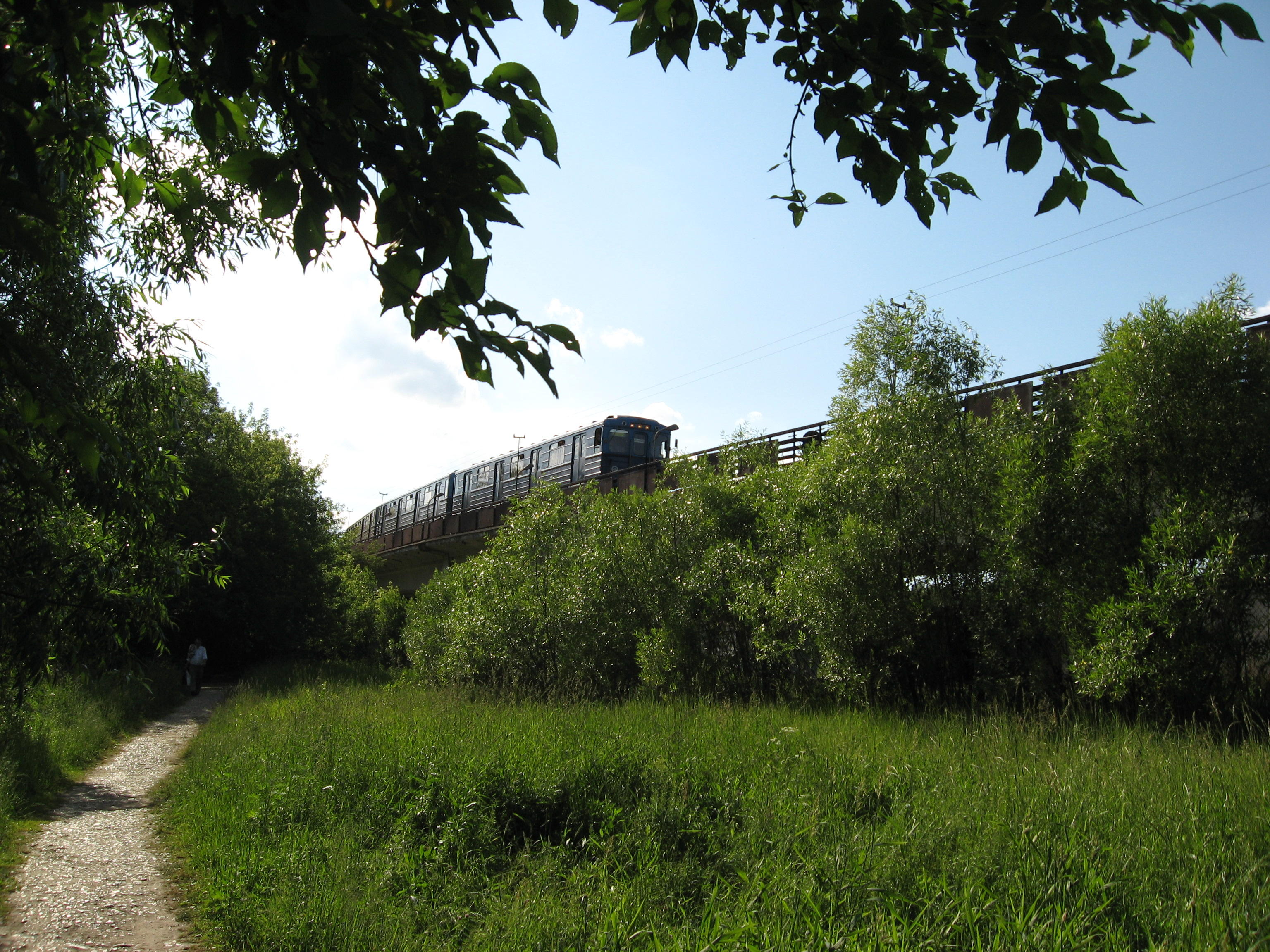
La Metropolitana di Mosca che corre attraverso il parco

Izmajlovskij park, o Parco di Izmajlovo (in russo Измайловский парк?), è uno dei parchi più grandi della città di Mosca, in Russia, situato nel quartiere Izmajlovo. Il parco fu inaugurato nel 1930 e negli anni trenta, quaranta e cinquanta fu conosciuto come Parco di Stalin. Il parco è servito dalla stazione della Metropolitana di Mosca Izmajlovskaja, della Linea Arbatsko-Pokrovskaja.
Izmajlovskij Park fu anche il nome della stazione Partizanskaja della Metropolitana di Mosca fino al 2005.